# Pooja Singh
Pooja Singh (* 21. Februar 2007 in Bosti, Haryana) ist eine indische Leichtathletin, die sich auf den Hochsprung spezialisiert hat. 2025 wurde sie in Gumi Asienmeisterin.

## Sportliche Laufbahn
Erste internationale Erfahrungen sammelte Pooja Singh im Jahr 2023, als sie bei den U18-Asienmeisterschaften in Taschkent mit übersprungenen 1,77 m die Goldmedaille gewann. Anschließend gewann sie bei den U20-Asienmeisterschaften in Yecheon mit Bestleistung von 1,82 m die Silbermedaille und belegte dann bei den Asienmeisterschaften in Bangkok mit 1,75 m den siebten Platz. Im Oktober gelangte sie bei den Asienspielen in Hangzhou mit 1,80 m auf Rang sechs. Im Jahr darauf gelangte sie bei den U20-Weltmeisterschaften in Lima mit 1,80 m auf den neunten Platz und 2025 siegte sie mit 1,89 m bei den Asienmeisterschaften in Gumi.
2023 wurde Singh indische Meisterin im Hochsprung.